# David Bradford
David Bradford (Manchester, 22 febbraio 1953) è un ex calciatore inglese, di ruolo centrocampista.

## Carriera
Dal 1971 al 1974 Bradford gioca nel Blackburn Rovers, nella terza serie calcistica inglese. Nel 1974 passa al Sheffield United, militante in massima serie. Nella prima stagione con i Blades ottiene il sesto posto finale a cui segue nell'annata seguente l'ultimo posto e la conseguente retrocessione in cadatteria. 
La stagione seguente passa in prestito al Peterborough ed al West Bromwich Albion.
Nel 1978 si trasferisce in Nordamerica per giocare nella North American Soccer League 1978 con i Detroit Express, società con cui raggiunge i quarti di finale della competizione.
Nella stagione 1978-1979 ritorna in patria per giocare con il Coventry City, ottenendo il decimo posto finale.
Nel 1979 ritorna a giocare con i Detroit Express, con cui raggiunse gli ottavi di finale mentre la stagione seguente Bradford ed i suoi si fermarono alla fase a gironi, ottenendo il terzo posto della Central Division dell'American Conference.
Nella stagione 1981 Bradford seguì gli Express che si trasferirono a Washington diventando i Washington Diplomats. Con i Diplomats ottenne il terzo posto della Eastern Division, che non bastò per accedere alla fase finale del torneo.
Nella stagione 1982 passa ai Tulsa Roughnecks, con cui raggiunge i quarti di finale del torneo.
Dopo aver militato nei Baltimore Blast, con cui gioca nel campionato indoor MISL, passa ai Seattle Sounders con cui chiude la North American Soccer League 1983 al terzo posto della Western Division.
Nell'ultima stagione della North American Soccer League, la 1984, ritorna al Tulsa Roughnecks, con cui chiude la regualar season al quarto posto della Western Division.